# Holland, Quận Sheboygan, Wisconsin
Holland là một thị trấn thuộc quận Sheboygan, tiểu bang Wisconsin, Hoa Kỳ. Năm 2010, dân số của thị trấn này là 2.194 người.